# Рижов Іван Петрович
Іва́н Петро́вич Рижо́в (рос. Иван Петрович Рыжов; нар. 25 січня 1913, Зелена Слобода, Московська губернія — пом. 15 березня 2004, Москва, РРФСР) — радянський російський актор театру та кіно. Заслужений артист РРФСР (4.09.1974). Народний артист РРФСР (25 липня 1980).

## Життєпис
Народився 25 січня 1913 року в селі Зелена Слобода, Московська губернія, Російська імперія в селянській родині.
У 1935 році закінчив училище при Московському Театрі Революції, де працював у 1935—1940 рр. З 1940 року — актор кіностудії «Союздетфильм». З 1945 року — актор Театра-студії кіноактора.
В кіно дебютував у 1939 році, зігравши роль осавула Сороки у фільмі «Кубанці».
Важке дитинство, важка робота — почав хлопчина своє трудове життя колгоспним бригадиром. У думках селянський син завжди мріяв про сцену, уявляв себе тим чи іншим героєм. Як тільки з'явилася можливість, Іван поїхав вступати до Москви на «артиста».
Закінчив училище при Московському театрі Революції (1935).
У 1935—1940 роках — актор театру Революції. З 1940 року — актор кіностудії Союздетфильм (нині — кіностудія імені Максима Горького).
З 1945 року — актор Театру-студії кіноактора.
Івана Петровича любили в театрі. Він знав безліч анекдотів, умів і любив похохміть, міг і по-хорошому похуліганити.
У кіно дебютував в 1939 році, зігравши осавула Сороку у фільмі «Кубанці». Потім були ролі в драмі «Брат героя» і в історичній картині «Першодрукар Іван Федоров». Пустотливий хлопець у пригоді «Кащей Безсмертний» і Свистунов в комедії «Ревізор».
Як кіноактор, Рижов довгий час був незатребуваний. На думку режисерів, в молодості образ у нього був якийсь невиразний. Може бути, тому його нечисленні ранні роботи згодом були забуті глядачами.
Так тривало досить довго, поки Іван Рижов не переступив сорокалітній рубіж і не почав наближатися до «образу діда». Ось тут то режисери раптом «побачили» актора.
Вікові ролі в кіно Іван Рижов почав грати у другій половині 1950-х років. Колгоспник в мелодрамі «Справа була в Пенькові», козак у «Тихому Доні», трохи пізніше: строгий Волков в мелодрамі «Альошкіна любов» і вахтер в комедії «Дівоча весна».
Похований на Перепечинському цвинтарі.

## Фільмографія
1. 1941: «Першодрукар Іван Федоров» (Юродивий)
2. 1941: «Як посварився Іван Іванович з Іваном Никифоровичем» (гість на асамблеї)
3. 1942: «Секретар райкому» (партизан)
4. 1943: «Ми з Уралу» (Іван Дмитрович)
5. 1944: «Кощій Безсмертний» (пустотливий хлопець)
6. 1947: «Сільська вчителька» (гість Букова)
7. 1947: «Сказання про землю Сибірську» (диспетчер)
8. 1947: «Рядовий Олександр Матросов» (Федорчук, солдат)
9. 1947: «Поїзд йде на схід» (пасажир на телеграфі в Москві) У ролі пасажира у фільмі «Потяг йде на схід» (1947)

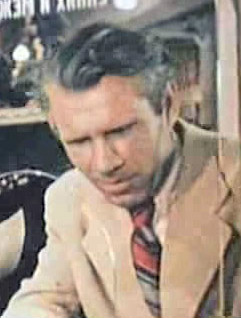
У ролі пасажира у фільмі «Потяг йде на схід» (1947)

10. 1948: «Повість про справжню людину» (хворий в санаторії)
11. 1952: «Ревізор» (поліцейський Свистунов)
12. 1953: «Вихори ворожі» (солдат)
13. 1953: «Випадок в тайзі» (мисливець)
14. 1953: «Чук і Гек» (член геологорозвідувальної експедиції)
15. 1953: «Море студене» (Петруха)
16. 1954: «Чемпіон світу» (Козирєв, голова колгоспу «Зоря»)
17. 1954: «Анна на шиї» (посильний з квітами)
18. 1954: «Вірні друзі» (глядач)
19. 1955: «Земля і люди» (пожежник)
20. 1955: «Крах емірату» (член президіума)
21. 1955: «Матрос Чижик» (матрос)
22. 1956: «Ілля Муромець» (начальник кінної варти)
23. 1957: «Справа була у Пенькові» (колгоспник на возі)
24. 1957: «Особисто відомий» (провідник через фінський кордон)
25. 1957: «Загін Трубачова бореться» (Яків Пряник, партизан)
26. 1957: «Четверо» (завгосп інституту)
27. 1958: «Тихий Дон» (Харлампій Єрмаков)
28. 1958: «Юність наших батьків» (Кубрак)
29. 1959: «Все починається з дороги» (Ємельянов Микола Овдійович, член бригади шляховиків)
30. 1959: «Муму» (Гаврило Андрійович)
31. 1959: «Таврія» (Мокеїч)
32. 1960: «Альошкіна любов» (Волков)
33. 1960: «Дівоча весна» (вахтер на заводі)
34. 1960: «Чудотворна» (директор сільпо Мякішев)
35. 1961: «Євдокія» (Іван Єгорович Шестьоркін)
36. 1961: «Відрядження» (ветеринар)
37. 1962: «Бий, барабане!» (директор школи)
38. 1962: «Павлуха» (Чуркін)
39. 1962: «Монета» (молочник)
40. 1963: «Синій зошит» (селянин)
41. 1963: «Їм підкоряється небо» (інспектор польотів)
42. 1963: «Найповільніший поїзд» (старий)
43. 1963: «Фитиль» (епізод)
44. 1963: «Юнга зі шхуни «Колумб»» (Стах Очерет)
45. 1963: «Це сталося в міліції» (батько нареченого на весіллі)
46. 1964: «До мене, Мухтаре!» (рецидивіст «Риба»)
47. 1964: «Вірте мені, люди» (завгосп в Великому будинку на Ливарному)
48. 1964: «Живе такий хлопець» (завідувач нафтобазою)
49. 1964: «Казка про втрачений час» (Петрович, виконроб на будівництві)
50. 1964: «Зелений вогник» (Василь Степанович, відряджений)
51. 1964: «Самотність» (Ішин)
52. 1965: «Рано вранці» (Дмитро Дмитрович)
53. 1966: «Веселі расплюєвські дні» (двірник Пахомов)
54. 1966: «Маленький утікач» (старшина Трофімич)
55. 1966: «Сіра хвороба» (робочий)
56. 1966: «Формула веселки» (Петя, п'ющий відпочиваючий)
57. 1967: «Розбудіть Мухіна!» (сенатор / директор / монах-пияк / комірник з монастиря Св. Павла)
58. 1967: «Стюардеса» (пасажир з дитячими іграшками)
59. 1968: «Армія «Плиски» знову в бою» (старий)
60. 1968: «Орлята Чапая» (Уграй, комісар)
61. 1969: «Дорога додому» (листоноша)
62. 1969: «Пісня про Маншук» (Самсонов)
63. 1969: «Угрюм-ріка» (отець Іпат)
64. 1969: «Злочин і кара» (Тит Васильович, робочий)
65. 1970: «Один із нас» (Пантелеймон Ксенофонтович Осипов, вохровец на складі, ворог з «колишніх»)
66. 1970: «Срібні труби» (сплавщик)
67. 1970: «Вкрадений поїзд» (водій)
68. 1970: «Крок з даху» (козак Круговой)
69. 1970: «Про друзів-товаришів» (торговець зерном на ринку)
70. 1971: «Тіні зникають опівдні» (Андрон)
71. 1971: «Антрацит» (Василь, дід Михайла Марченка, шахтар на пенсії)
72. 1972: «Увімкніть північне сяйво» (капітан порту)
73. 1972: «Інженер Прончатов» (Михайло Миколайович, старий директор)
74. 1972: «Чобітки» (епізод)
75. 1972: «Пічки-лавочки» (провідник поїзда)
76. 1972: «Приборкання вогню» (майстер Алексеїч)
77. 1972: «Їхали в трамваї Ільф і Петров» (головний редактор газети «За рибну ловлю»)
78. 1973: «Зовсім безнадійний» (Богс)
79. 1973: «Велика перерва» (майор міліції, начальник відділення)
80. 1973: «Невиправний брехун» (старший майстер)
81. 1973: «Крапля в морі» (зварник)
82. 1973: «Двоє в дорозі» (начальник Каті, який займається відправкою картоплі)
83. 1974: «Жереб» (дядько Ваня)
84. 1974: «Три дні в Москві» (Петро Семенович Степанов, старший лейтенант міліції)
85. 1974: «Романс про закоханих» (Василь Васильович)
86. 1974: «Іван та Марія» (цар Евстигней XIII)
87. 1974: «Калина червона» (батько Люби) Іван Рижов в ролі Федора Байкалова. Кінофільм «Калина червона», 1973 р. Поштова картка, випущена до сторіччя з дня народження актора. Росія, 2013р

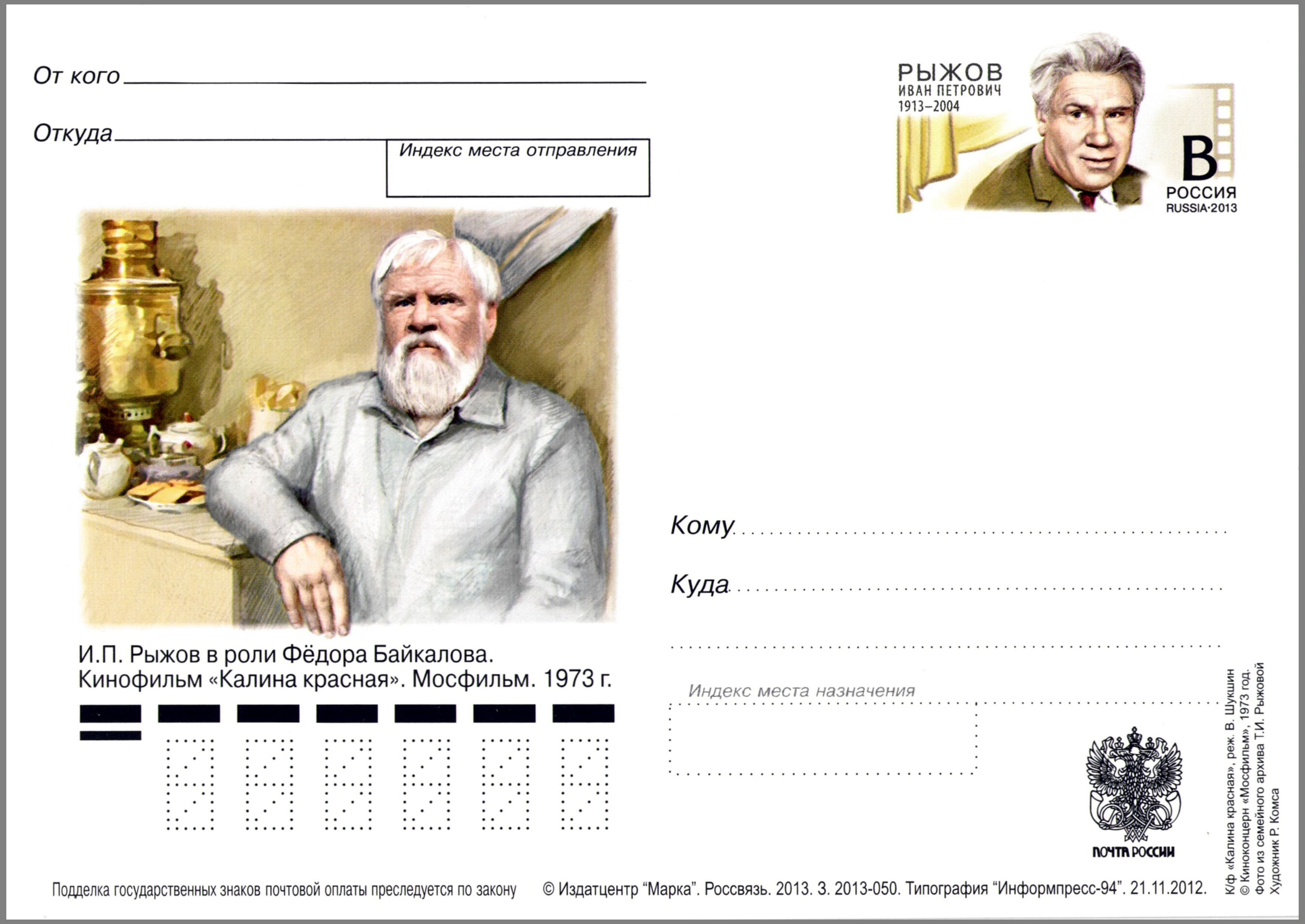
Іван Рижов в ролі Федора Байкалова. Кінофільм «Калина червона», 1973 р. Поштова картка, випущена до сторіччя з дня народження актора. Росія, 2013р

88. 1974: «Соколово» (полковник Білютин)
89. 1975: «Переможець» (Юхим Іванович Алексєєв, кравець, батько Анни)
90. 1975: «Що з тобою коїться?» (Пал Палич, конюх Міськзелентресту)
91. 1975: «Надійна людина» (дід Прокіп, господар саду)
92. 1976: «Злочин» (потерпілий, Іван Прокопович Квітко)
93. 1976: «Дні Турбіних» (лакей Федір)
94. 1976: «Коли настає вересень» (генерал медицини)
95. 1976: «Розповідь про те, як цар Петро арапа женив» (Гаврило Опанасович Ртищев)
96. 1976: «Сонце, знову сонце» (Горбов)
97. 1976: «Моя справа» (Сиволобов)
98. 1977: «Білий Бім Чорне вухо» (голова будкома)
99. 1977: «Де ти, Багіро?» (Василь Кузьмич)
100. 1977: «Журавель в небі...» (дід Колбасін, односельчанин)
101. 1977: «Поклич мене в далечінь світлу» (дід Сава)
102. 1977: «Трясовина» (піп)
103. 1978: «Вас чекає громадянка Никанорова» (голова колгоспу Леопольд Васильович)
104. 1978: «Кіт у мішку» (Тимофій Петрович Петров (дід Тимоня))
105. 1978: «Поки божеволіє мрія» (Тихонич, механік літальних апаратів)
106. 1978: «Цілуються зорі» (Микола Іванович)
107. 1979: «Дюма на Кавказі» (солдат Єрофей)
108. 1979: «Циган» (директор конезаводу генерал Стрепєтов)
109. 1979: «Екіпаж» (дід Тамари, старий друг Тимченко)
110. 1980: «Кожен третій» (Дроздов)
111. 1980: «Огарьова, 6» (Іван Косих, кравець)
112. 1980: «Дами запрошують кавалерів» (Сурен)
113. 1980: «Непроханий друг» (Петро Кузьмич Пєтухов, сусід Віктора по готельному номеру)
114. 1980: «Амністія» (Яків Хомич, директор фабрики іграшок)
115. 1981: «Відставної кози барабанщик» (Дід Лопата)
116. 1981: «Було у батька три сини» (дід Настасії)
117. 1981: «Немухінські музиканти» (люльковий майстер)
118. 1982: «Довга дорога в дюнах» (Мітрій Акімич)
119. 1982: «День народження» (Вєдишев)
120. 1982: «Залишити слід» (Захарушкін)
121. 1983: «Карантин» (Петрович)
122. 1983: «Ураган приходить несподівано» (Чакан)
123. 1984: «Зудов, ви звільнені!» (Петро)
124. 1985: «Повернення Будулая» (директор конезаводу генерал Стрепетов)
125. 1985: «Місто наречених» (свідок у РАГСі)
126. 1985: «Дикий хміль» (Іван Сидорович Дорохін)
127. 1985: «Ранок приреченої копальні» (Ганька (Гаврило Опанасович))
128. 1987: «Байка» (дід Вася)
129. 1988: «Ёлки-палки!» (дід)
130. 1988: «Француз» (сторож)
131. 1989: «А чи був Каротін?» (Іоанн Міський)
132. 1991: «Цар Іван Грозний» (мельник-чаклун)
133. 1994: «Життя та незвичайні пригодисолдата Івана Чонкіна» (дід Шапкін)

### Грав в українських кінокартинах
- «Море кличе» (1955)
- «Матрос Чижик» (1955)
- «Таврія» (1959, Мокеїч)
- «Юнга зі шхуни „Колумб“» (1963, Очерет)
- «Самотність» (1964)
- «Формула райдуги» (1966, алкоголік)
- «Крок з даху» (1970)
- «Увімкніть північне сяйво» (1972
- «Чарівне коло» (1976, 2 с)
- «Де ти, Багіро?» (1976)
- «Циган» (1979)
- «Яблуко на долоні» (1981) та ін.